# Up on the Roof
«Up on the Roof» («На крыше») — песня американской мужской вокальной группы The Drifters.
Была издана отдельным синглом в конце 1962 года. В начале следующего, 1963 года достигла 5-го места в США в чарте Billboard Hot 100 и 4 места в ритм-н-блюзовом чарте того же журнала «Билборд».
В Великобритании песня стала хитом в изданной также в конце 1962 года версии Кенни Линча. Его сингл достиг в британском сингловом чарте (UK Singles Chart) первой десятки.

## История создания
Авторы песни — Джерри Гоффин и Кэрол Кинг. Джерри Гоффин называл песню «Up on the Roof» своей самой любимой песней (всех времён), что написал. Кэрол Кинг предложила ему написать стихи на мелодию, которая пришла к ней в голову, когда она вела машину и предложила «Моё секретное место» («Me Secret Place») в качестве названия. Гоффин оставил в песне фокус на тайное убежище, как Кэрол предложила, но слегка модифицировал её идею. Вдохновением ему послужил фильм-мюзикл «Вестсайдская история», в котором было несколько эффектных сцен, снятых на крышах высоких зданий на Аппер-Вест-Сайде.

## Награды и признание
В 2004 году журнал Rolling Stone поместил песню «Up on the Roof» в оригинальном исполнении группы Drifters на 113 место своего списка «500 величайших песен всех времён». В списке 2011 года песня находится на 114 месте.
Также песня «Up on the Roof» в исполнении группы Drifters вместе с ещё тремя их песнями — «Money Honey», «On Broadway» и «There Goes My Baby» — входит в составленный Залом славы рок-н-ролла список 500 Songs That Shaped Rock and Roll.